# Grad Jable
Grad Jable, tudi Jablje (nekoč Habach) v Loki pri Mengšu na zahodnem obrobju Mengeškega polja. Grad je bil prvič omenjen že v 14. stoletju, v renesančnem arhitekturnem konceptu, kakršen je viden danes, pa ga je postavila plemiška rodbina Lamberg okrog leta 1530. Nadaljnji graščaki so bili pl. Raspi, baroni Mosconi, od leta 1780 do konca 2. svetovne vojne pa baroni Lichtenbergi. Grad je vojno preživel brez večjih poškodb, v povojnih letih pa je bil temeljito oplenjen in nacionaliziran. V njem so bila stanovanja ter poskusni kmetijski center Fakultete za biologijo. Med letoma 1999 in 2006 je bil temeljito obnovljen. Leta 2008 je med slovenskim predsedovanjem Evropski uniji služil kot eden glavnih protokolarnih objektov. Danes ima v njem prostore Center za evropsko prihodnost (CEP), sicer pa je objekt na spisku kulturnih spomenikov Slovenije. Največja zanimivost gradu so freske baročnega slikarja Franca Jelovška, med katerimi je tudi nenavadna upodobitev na kameli jahajočega Kitajca s tamburinom.
Neposredno pod gradom je vodna jama, iz katere teče eden izmed pritokov potoka Šumberk, ki se nato izliva v reko Pšata. 
Grad si je mogoče ogledati po predhodni najavi za skupine.

## Zapis
Zgodovina debate zapisa gradu Jable je že dolga. Glede na večino virov se pravilno zapiše kot Jable.